# Fenothrine
Fenothrine, de triviale naam voor (3-fenoxyfenyl)methyl-2,2-dimethyl-3-(2-methyl-1-propenyl)cyclopropaancarboxylaat, is een organische verbinding met als brutoformule C23H26O3. De stof komt voor als een bleekgele tot bruine vloeistof, die onoplosbaar is in water. Chemisch gezien is het een pyrethroïde, een synthetisch insecticide. Het wordt vaak samen met methopreen gebruikt om volwassen vlooien en teken te doden.